# Yakovlev UT-2
El Yákovlev UT-2 (en ruso: УТ-2, designación OTAN: Mink) fue un avión de entrenamiento monomotor y biplaza fabricado por la oficina de diseño soviética Yakovlev durante los años 30 y 40 y que estuvo en servicio en la Fuerza Aérea Soviética como entrenador estándar durante la Segunda Guerra Mundial.

## Historia
El  UT-2 fue diseñado como un moderno avión de entrenamiento, más adecuado para el entrenamiento de pilotos, más moderno y rápido que el antiguo biplano Polikárpov Po-2. El nuevo avión fue diseñado por el equipo de Yakovlev. Un primer intento se realizó con el AIR-9 de 1933, un monoplano de ala baja con cabina cerrada, pero fue considerado que era demasiado complicado para ser usado como un entrenador primario. El siguiente diseño, el AIR-10, fue basado en el AIR-9, pero fue de un diseño más sencillo, con dos asientos, con cabina abierta, carecía de slaps y flaps.Tuvo su primer vuelo el 11 de julio de 1935. El AIR-10 gana la competencia contra otros diseños en 1935 y después de algunos cambios fue aceptado como el entrenador estándar de la Fuerza Aérea Soviética. Recibió temporalmente la designación Ya-20 (Я-20), debido a que la designación original AIR era el acrónimo del nombre de Alekséi Ivánovich Rýkov, un líder soviético ejecutado en 1939. Yákovlev cambia los nombres de sus aviones por el políticamente correcto Ya. Los materiales mixtos del AIR-10 (madera y metal) fueron cambiados a madera solamente para simplificar la construcción. Un prototipo uso el motor radial Shvetsov M-11E de 112 kW, pero en la producción se utilizó el motor M-11Gs de 82 kW. La producción en serie inicio en septiembre de 1937. El avión recibió la designación UT-2(uchebno-treniróvochny {учебно-тренировочный}, entrenador primario/avanzado).

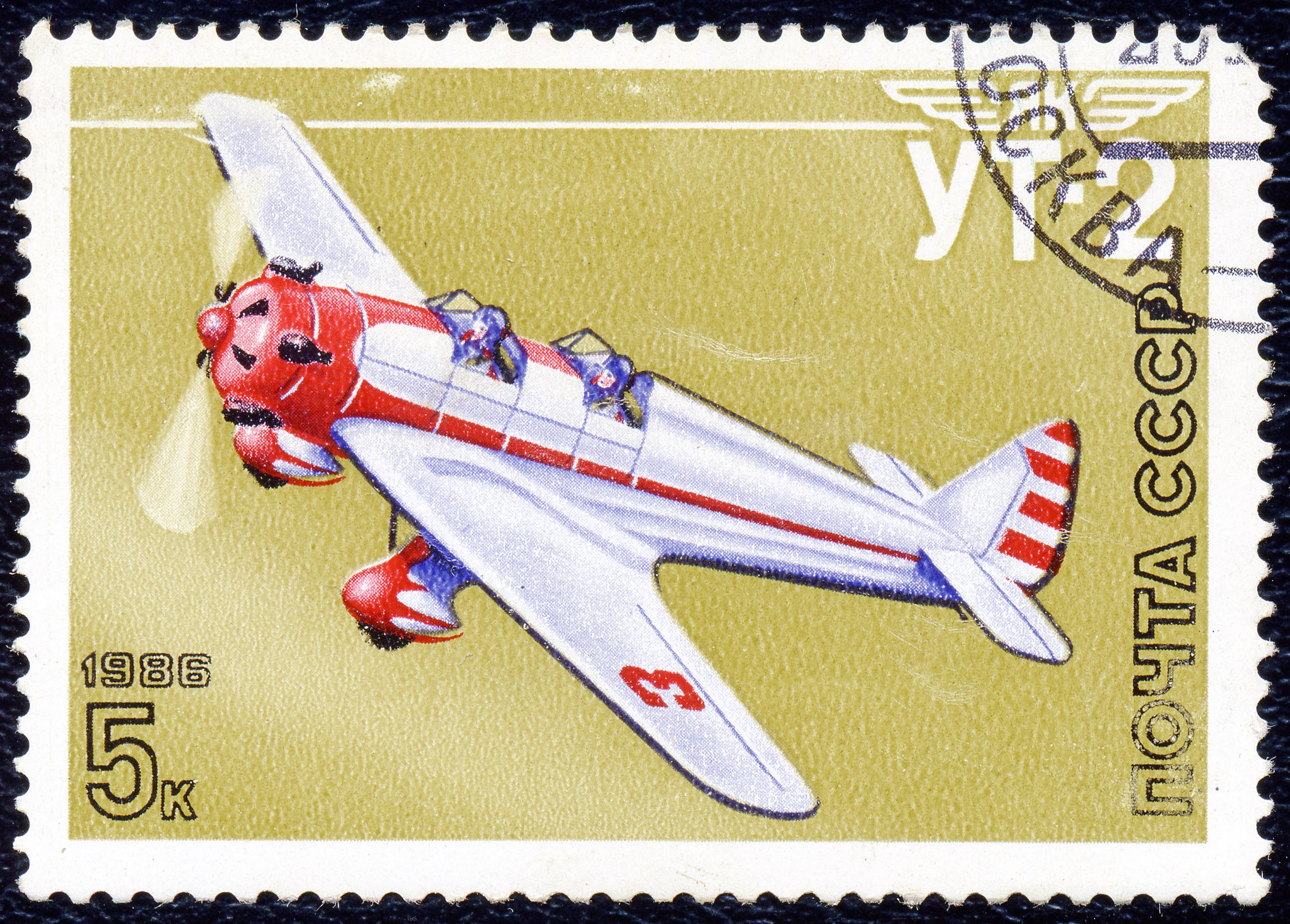
Un sello soviético con la imagen del UT-2. 1986

El UT-2 también fue usado en la aviación civil, aun así, se demostró demasiado pronto que no era un avión fácil de volar, con tendencia a girar. Después de algunos cambios en su construcción se convirtió en un avión más seguro y fue equipado con un motor M-11D de 93 kW, como el UT-2 modelo 1940.
Para mejorar el manejo y estabilidad se desarrolló una nueva versión modernizada (UT-2M) en 1941 y puesta en producción. La forma de las alas era un diseño nuevo, con un barrido de vanguardia en lugar de una recta (el borde del ala era recto) y el estabilizador vertical fue alargado.
En total se produjeron 7.243 UT-2 y UT-2Ms, se produjeron en 5 fábricas entre 1937 y 1946.  A pesar de todas las mejoras al UT-2, el manejo y la estabilidad nunca fueron excelentes. En 1950, fue reemplazado por el Yak-18 como entrenador primario, y por el Yak-11 como entrenador avanzado. Después de la guerra, el UT-2 y UT-2M fueron usados en algunos países como Hungría y Polonia.

## Variantes
En 1936, Yákovlev desarrolló un avión similar, pero más pequeño, entrenador-acrobático de un simple asiento, el Yákovlev UT-1, del cual se construyeron 1.241 unidades entre 1937 y 1940. Una interesante versión del AIR-10 (llamado en ese entonces AIR-20) fue equipado con un motor en línea Renault Bengali de 104 kW, pero que no fue producida. Versiones más avanzadas del UT-2 fueron el UT-2MV de 1942 y el UT-2L de 1943, ambos con cabina cerrada, lo cual condujo al desarrollo del Yak-18. Durante la Segunda Guerra Mundial, el UT-2 fue habilitado como bombardero ligero, armado con 200 kg de bombas, lanzacohetes o ametralladoras. Una versión fue desarrollada como hidroavión, designada VT-2.

## Descripción
Entrenador construido de madera, con diseño convencional, alas bajas , cubierta de lona y madera contrachapada. 2 cabinas abiertas separadas, en tándem con parabrisas c/u. Equipado con un motor radial M-11 de 5 cilindros, hélice de dos aspas. Tren de aterrizaje convencional fijo con cubiertas aerodinámicas. En invierno podían operar con esquíes.

## Operadores
Francia
- Escuadrón Normandie-Niemen

 Hungría
 Polonia
 Unión Soviética
- Aviación Naval Soviética
- Fuerza Aérea Soviética

## Especificaciones técnicas (UT-2)

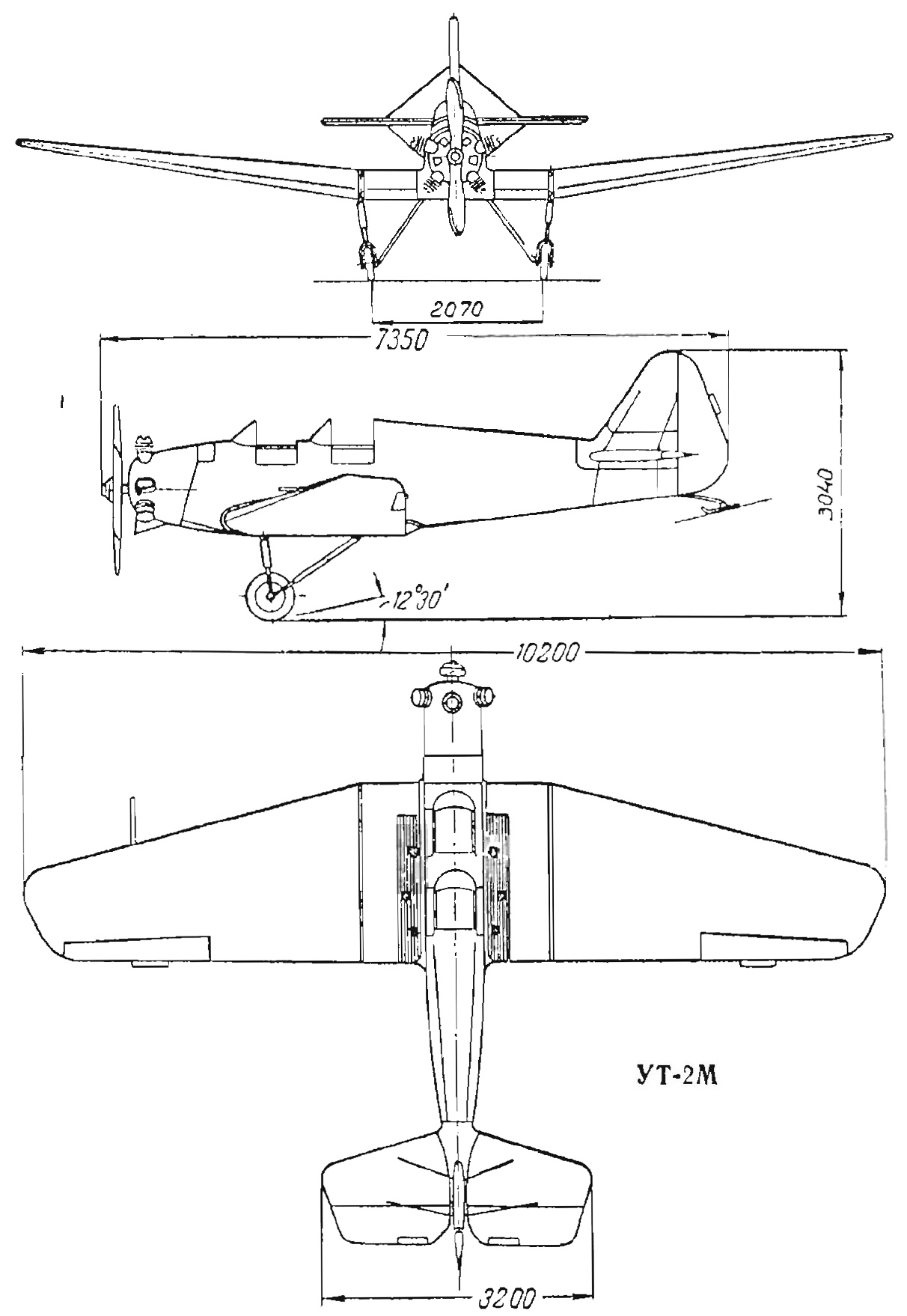
UT-2

### Características generales
- Tipo: entrenador primario
- Tripulación: 2: instructor y alumno
- Planta motriz: motor en estrella M-11, de 110 CV

Dimensiones
- Longitud: 7,00 m
- Envergadura: 10,2 m
- Altura: 2,99 m
- Superficie alar: 17,12 m²

Pesos
- Peso vacío equipado: 620 kg
- Peso max. en despegue: 860 kg

Prestaciones
- Velocidad normal máxima: 210 km/h
- Autonomía: 500 km
- Techo de vuelo: 3.500 m

### Desarrollos relacionados
- Yákovlev UT-1

### Aeronaves similares
- de Havilland Canada DHC-1 Chipmunk
- Fairchild PT-19
- Miles Magister